# Путінферштеєр

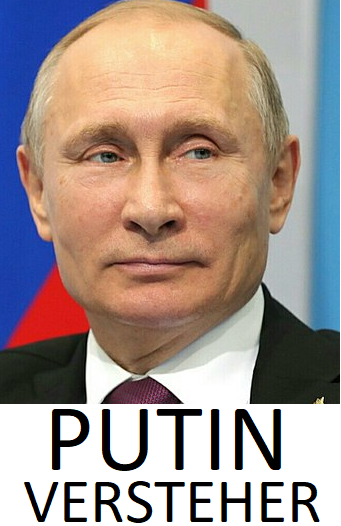
Логотип Putinversteher, подібний до того, що можна побачити на футболках, горнятах тощо.

Путінферштеєр (нім. Putinversteher або нім. Putin-Versteher) — німецький політичний неологізм і модне слово (Putin + verstehen), що буквально перекладається як «той, хто розуміє Путіна». Це принизливе називання німецьких політиків і експертів, які висловлюють співпереживання Володимиру Путіну і заявляють, що німці повинні розуміти позицію Путіна. На їхню думку, Путін має право на реалізацію «законних інтересів Росії» в пострадянських державах, тоді як ще однією типовою рисою путінферштеєрів є антиамериканізм. Цей термін став прийнятий у Росії, де, наприклад, компанія під назвою «Putinversteher» продає пам'ятні речі (персні, одяг тощо) із зображеннями Путіна.
Подібний термін — Russlandversteher, «той, хто розуміє Росію».
Коло Путінферштеєрів є політично неоднорідним і включає фігури як з лівими, так і з правими поглядами. Сюди також входять бізнесмени, що мають бізнес-інтереси в Росії. Пол Родерік Грегорі писав, що вони «служать першою лінією захисту Путіна від серйозних європейських санкцій щодо аншлюсу Криму».
Прикладом Путінферштеєра є колишній канцлер Німеччини Гельмут Шмідт, який сказав, що анексія Путіна Криму, хоча і була нелегітимною, була «зрозумілою». Ще одним великим Путінферштеєром є інший колишній канцлер Гергард Шредер, який пізніше став головою комітету акціонерів «Північного потоку». Він називає Путіна «бездоганним демократом» («lupenreiner Demokrat»), закликає поважати російську «чутливість» і відстоює російський аргумент, який порівнює сепаратизм Криму з косовським.
Серед інших осіб, яких відносять до Путінферштеєрів, є Армін Лашет, Петер Гаувайлер, Гюнтер Ферхойген, Александер Гауланд, Сара Вагенкнехт, Гернот Ерлер, Дітмар Барч, Маттіас Платцек, письменниця Юлі Це та інші.